# Contee dell'Estonia

Contee dell'Estonia

Le contee dell'Estonia (in estone: Maakond) sono la suddivisione territoriale di primo livello del Paese e sono pari a 15.
Ciascuna contea è retta da un governatore (maavanem) nominato per un periodo di cinque anni dal governo nazionale, di cui è rappresentante a livello locale. Le contee sono inoltre suddivise in comuni, urbani (linn) o rurali (vald).
Gli attuali confini delle contee sono stati determinati provvisoriamente il 1º gennaio 1990. Secondo la Costituzione (art. 2), la contea di Petseri, a sud-est del paese, è parte integrante dell'Estonia, ma ricade di fatto nell'area della Russia, nell'Oblast' di Pskov.

## Lista
| Localizzazione | Stemma | Contea                           | Capoluogo  | Popolazione (2011) | Superficie (km²) |
| -------------- | ------ | -------------------------------- | ---------- | ------------------ | ---------------- |
|                |        | Harjumaa                         | Tallinn    | 552 927            | 4 333            |
|                |        | Hiiumaa                          | Kärdla     | 8 482              | 1 023            |
|                |        | Ida-Virumaa (Viru orientale)     | Jõhvi      | 149 172            | 3 364            |
|                |        | Järvamaa                         | Paide      | 30 537             | 2 460            |
|                |        | Jõgevamaa                        | Jõgeva     | 31 376             | 2 604            |
|                |        | Läänemaa (Occidentale)           | Haapsalu   | 24 140             | 2 383            |
|                |        | Lääne-Virumaa (Viru occidentale) | Rakvere    | 59 842             | 3 628            |
|                |        | Pärnumaa                         | Pärnu      | 82 598             | 4 807            |
|                |        | Põlvamaa                         | Põlva      | 27 448             | 2 165            |
|                |        | Raplamaa                         | Rapla      | 34 914             | 2 980            |
|                |        | Saaremaa                         | Kuressaare | 31 317             | 2 922            |
|                |        | Tartumaa                         | Tartu      | 150 528            | 2 993            |
|                |        | Valgamaa                         | Valga      | 30 123             | 2 044            |
|                |        | Viljandimaa                      | Viljandi   | 47 599             | 3 422            |
|                |        | Võrumaa                          | Võru       | 33 452             | 2 305            |